# Gordon Ross
Pas d'image ? Cliquez ici

a Compétitions nationales et continentales officielles uniquement.

b Matchs officiels uniquement.
Dernière mise à jour le 6 décembre 2018.
Gordon Ross, né le 8 mars 1978 à Édimbourg, est un joueur de rugby à XV Écossais qui a joué avec l'équipe d'Écosse entre 2001 et 2006. Il évolue au poste de demi d'ouverture (1,73 m pour 82 kg).

## Biographie
Gordon Ross représenta Édimbourg et les écoles écossaises en moins de 16 et en moins de 18. Il fut sélectionné dans les équipes de jeunes de l'Écosse en moins de 19 et de 21 ans. Le coup d'éclat de sa jeune carrière fut le but victorieux pour Édimbourg contre Biarritz olympique en 1997 et la victoire contre l'Angleterre en tant que joueur des moins de 19 et ceci, la même année. Ces brillants résultats lui firent signer un contrat professionnel chez les Edinburgh Reivers. À son retour de tournée, cet été 2002, il rejoignit Leeds Tykes, quittant les Edinburgh Reivers.
Ses apparitions internationales furent courtes et épisodiques, même s'il compte 25 sélections. En effet, il a été plus souvent remplaçant que titulaire et les résultats de l'Écosse n'ont pas été brillants durant les années 2000. De plus Gregor Townsend, le titulaire au poste de numéro 10 à l'époque, était indéboulonnable depuis longtemps et il n'a jamais été en mesure de le détrôner. Il commença malgré tout la Coupe du monde 2003, mais se blessa dès le premier match contre le Japon et manqua le reste de la compétition, ainsi que le début de la saison 2004/2005. Pendant ce temps le nouveau sélectionneur Matt Williams, fraîchement nommé après la Coupe du monde, choisit d'écarter définitivement Gregor Townsend pour propulser Dan Parks comme nouveau leader des lignes arrière après un court intérim de Chris Paterson début 2004. l'arrivée de ce nouveau concurrent allait à terme écarter inéluctablement Gordon Ross de la sélection écossaise.
Il prolonge son contrat à l'âge de 36 ans comme entraîneur/joueur dans son club des London Welsh pour la saison 2014/2015. Il fait sa première apparition de la saison sous le maillot des Exiles le 23 octobre 2014 à l'occasion d'un match de Challenge Cup contre l'Union Bordeaux Bègles (défaite 20-52 à domicile).

## Carrière

### Équipe nationale
Il a obtenu sa première cape internationale le 10 novembre 2001 à l’occasion d’un match contre l'équipe des Tonga à Édimbourg, et sa dernière cape le 17 juin 2006 contre l'équipe d'Afrique du Sud à Port Elizabeth.

## Palmarès
- 25 sélections (11 fois titulaire, 14 fois remplaçant)
- 55 points (2 essais, 6 transformations, 10 pénalités, 1 drop)
- Sélections par années : 1 en 2001, 3 en 2002, 6 en 2003, 5 en 2004, 3 en 2005, 7 en 2006
- Tournois des Six Nations disputés: 2003, 2005, 2006

En coupe du monde :
- 2003 : 1 sélection (Japon)